# Selecția Națională 2019
La ventitreesima edizione di Selecția Națională si è tenuta tra il 27 gennaio e il 17 febbraio 2019 e ha selezionato il rappresentante della Romania all'Eurovision Song Contest 2019 di Tel Aviv.
Lo slogan di questa edizione è stato Împlineşte visul (Realizza il sogno).
La vincitrice è stata Ester Peony con On a Sunday.

## Organizzazione
La selezione è stata suddivisa in due semifinali, tenutesi ad Arad e Iași, e una finale presso la capitale Bucarest.
Dal 9 novembre al 10 dicembre 2018 i concorrenti hanno inviato a TVR le proprie proposte per un totale di 126. 24 di esse sono state scelte da una giuria (composta da: George Balint, Felix Crainicu, Horea Ghibuţiu, Bogdan Miu, Bogdan Pavlică, Răzvan Popescu, Andreea Remeţan, Gabriel Scîrlet, Oliver Simionescu e Liana Stanciu) il 20 dicembre 2018.
Poco dopo Dan Bittman si ritira con la sua Pierd e viene sostituito da altre due concorrenti: Bella Santiago con Army of Love e Linda Teodosiu con Renegades. In seguito all'annuncio anche Mihai Trăistariu (rappresentante della Romania nel 2006) e Xandra si sono ritirati.

### Sistema di voto
Nelle semifinali una giuria nazionale ha selezionato i primi 5 classificati che sarebbero avanzati verso la finale, accompagnati da due canzoni vincitrici del televoto, per un totale di 12.
Nella finale invece il peso del televoto è stato equiparato a quello di una seconda giuria.
La giuria nazionale delle semifinali è composta da:
- Adi Cristescu, cantante;
- Mihai Georgescu, cantante;
- Crina Mardare, cantante, musicista e insegnante di musica;
- Andy Platon, compositore e produttore;
- Mugurel Vrabete, cantante e chitarrista.

La giuria internazionale della finale è composta invece da:
- William Lee Adams, giornalista e membro di Wiwibloggs;
- Deban Aderemi, compositore, vlogger e membro di Wiwibloggs;
- Alex Calancea, paroliere, compositore e produttore;
- Șerban Cazan, produttore discografico;
- Tali Eshkoli, imprenditrice e co-produttrice dell'Eurovision Song Contest 2019;
- Emmelie de Forest, cantante e vincitrice dell'Eurovision Song Contest 2013.

## Partecipanti
| Artista                            | Titolo                    | Lingua          | Musica (m) e testo (t)                                                                       |
| ---------------------------------- | ------------------------- | --------------- | -------------------------------------------------------------------------------------------- |
| 2 Gents                            | Ielele                    | Rumeno          | Alexandru Antonescu (m & t), Cătălin Tamazlicaru (m), Ciprian Rogojan (m) e Doru Todoruț (m) |
| Aldo Blaga                         | Your Journey              | Inglese         | Aldo Blaga (m & t), Olivier Bassil (m & t) e Nicoleta Roman (t)                              |
| Bella Santiago                     | Army of Love              | Inglese         | Resciebelle Barrios Santiago e Alexandru Luft (m & t)                                        |
| Berniceya                          | The Call: Dynasty of Love | Inglese         | Florin Chitiul (m & t)                                                                       |
| Claudiu Mirea                      | We Are the Ones           | Inglese         | Mihai Ogășanu (m) e Claudiu Mirea (m & t)                                                    |
| Dan Bittman                        | Pierd                     | Rumeno          | Dan Bittman (m & t)                                                                          |
| Dya & Lucian Colareza              | Without You (Sin ti)      | Inglese, rumeno | Sergi Gascon (m & t) e Daniel Andres Giraldo Mazo (t)                                        |
| Echoes                             | High Heels On             | Inglese         | Liviu Elekes (m), Claudiu Dănăilă (m & t) e Pavel Petricenco (t)                             |
| Ester Peony                        | On a Sunday               | Inglese         | Ester Alexandra Crețu (m), Alexandru Șerbu (m) e Ioana Victoria Badea (t)                    |
| Georgy                             | Tears                     | Inglese         | Valentin Muntean (m) e Claire (t)                                                            |
| Johnny Bădulescu                   | Give Up Now               | Inglese         | Rob Price (m & t)                                                                            |
| Laura Bretan                       | Dear Father               | Inglese         | Mihai Alexandru (m) e Alexandra Niculae (t)                                                  |
| Letiția Moisescu & Sensibil Balkan | Daina                     | Rumeno          | Mihai Ogășanu (m), Marian Enache (m) e Roni-Cristiana Cazacu (t)                             |
| Linda Teodosiu                     | Renegades                 | Inglese         | Jonas Thander (m), Rachel Suter (t) e Frank Giustra (t)                                      |
| Mihai                              | Baya                      | Inglese, rumeno | Mihai Trăistariu, Michael James Down e Will Taylor (m & t)                                   |
| Nicoleta                           | Weight of the World       | Inglese         | Michael James Down, Will Taylor e Jonas Gladnikoff (m & t)                                   |
| Olivier Kayne                      | Right Now                 | Inglese         | Ovidiu Cernăuțeanu (m & t), Shani Kfir (m & t) e Rasmus Bosse (m)                            |
| Ommieh & Anakrisez                 | Rock This Way             | Inglese         | Eduard Cârcotă (m) e Alexandru Bugan (t)                                                     |
| Steam                              | The Way It Goes           | Inglese         | Sorin Cotorceanu (m & t) e Mihai Iulian Rapeanu (m)                                          |
| Teodora Dinu                       | Skyscraper                | Inglese         | Udo Mechels, Laila Samuelsen e Jonas Brøgger Filtenborg (m & t)                              |
| The Four                           | Song of My Heart          | Inglese         | Cătălin Dascălu e Theea Miculescu (m & t)                                                    |
| Trooper                            | Destin                    | Rumeno          | Aurelian Dincă (m & t)                                                                       |
| TMW                                | Make Me Your Man          | Inglese         | Adi Campurean (m & t), Adrian-Radu Rusu (m) e Eduard Cârcotă (m)                             |
| Vaida                              | Underground               | Inglese         | Hanif Sabzevari, Michael James Down, Will Taylor, Tonje Gjevjon (m & t)                      |
| Xandra                             | Independent               | Inglese         | Alex Luft, Eduard Santha, Denisa Demian e Alexandra Sipoș (m & t)                            |
| Xonia                              | Discrete                  | Rumeno          | Leticia Ascencio, John Scott Mulchaey, Edliberto Mendez e Bexx (m & t)                       |

## Semifinali

### Prima semifinale
| #  | Artista               | Titolo                    | Giuria    | Giuria    | Televoto  | Televoto  |
| #  | Artista               | Titolo                    | Punteggio | Posizione | Punteggio | Posizione |
| -- | --------------------- | ------------------------- | --------- | --------- | --------- | --------- |
| 1  | Trooper               | Destin                    | 36        | 3         | -         | -         |
| 2  | Berniceya             | The Call: Dynasty of Love | 8         | 9         | 104       | 6         |
| 3  | Omnieh & Anakrisez    | Rock This Way             | 23        | 8         | 262       | 4         |
| 4  | Teodora Dinu          | Skyscraper                | 27        | 5         | -         | -         |
| 5  | Dya & Lucian Colareza | Without You (Sin ti)      | 37        | 4         | -         | -         |
| 6  | Nicola                | Weight of the World       | 27        | 6         | 255       | 5         |
| 7  | Steam                 | The Way                   | 6         | 10        | 394       | 3         |
| 8  | Vaida                 | Underground               | 26        | 7         | 1 825     | 1         |
| 9  | Claudiu Mirea         | We Are the Ones           | 48        | 1         | -         | -         |
| 10 | The Four              | Song of My Heart          | 5         | 11        | 661       | 2         |
| 11 | Bella Santiago        | Army of Love              | 47        | 2         | -         | -         |

### Seconda semifinale
| #  | Artista                            | Titolo           | Giuria    | Giuria    | Televoto  | Televoto  |
| #  | Artista                            | Titolo           | Punteggio | Posizione | Punteggio | Posizione |
| -- | ---------------------------------- | ---------------- | --------- | --------- | --------- | --------- |
| 1  | 2 Gents                            | Ielele           | 18        | 7         | 295       | 2         |
| 2  | Georgy                             | Tears            | 5         | 10        | 191       | 4         |
| 3  | Olivier Kayne                      | Right Now        | 30        | 5         | -         | -         |
| 4  | Xonia                              | Discrete         | 14        | 9         | 154       | 5         |
| 5  | TMW                                | Make Me Your Man | 1         | 12        | 254       | 3         |
| 6  | Johnny Bădulescu                   | Give Up Now      | 16        | 8         | 142       | 6         |
| 7  | Echoes                             | High Heels On    | 3         | 11        | 141       | 7         |
| 8  | Aldo Blaga                         | Your Journey     | 19        | 6         | 539       | 1         |
| 9  | Letiția Moisescu & Sensibil Balkan | Daina            | 37        | 4         | -         | -         |
| 10 | Laura Bretan                       | Dear Father      | 54        | 1         | -         | -         |
| 11 | Ester Peony                        | On a Sunday      | 41        | 3         | -         | -         |
| 12 | Linda Teodosiu                     | Renegades        | 52        | 2         | -         | -         |

## Finale
La finale si è tenuta a Bucarest, ed ha visto come ospiti Emmelie de Forest (con Only Teardrops e Sanctuary), Inis Neziri (con Piedestal e Man's World) e Netta Barzilai (Toy e Bassa Sababa).
| #  | Artista                            | Titolo               | Punteggio | Punteggio | Punteggio | Posizione |
| #  | Artista                            | Titolo               | Giuria    | Televoto  | Totale    | Posizione |
| -- | ---------------------------------- | -------------------- | --------- | --------- | --------- | --------- |
| 1  | Linda Teodosiu                     | Renegades            | 36        | 6         | 42        | 4         |
| 2  | Olivier Kayne                      | Right Now            | 26        | 1         | 27        | 8         |
| 3  | Laura Bretan                       | Dear Father          | 48        | 12        | 60        | 2         |
| 4  | Teodora Dinu                       | Skyscraper           | 7         | 0         | 7         | 12        |
| 5  | Claudiu Mirea                      | We Are the Ones      | 19        | 0         | 19        | 9         |
| 6  | Aldo Blaga                         | Your Journey         | 10        | 4         | 14        | 10        |
| 7  | Ester Peony                        | On a Sunday          | 62        | 3         | 65        | 1         |
| 8  | Letiția Moisescu & Sensibil Balkan | Daina                | 35        | 5         | 40        | 5         |
| 9  | Bella Santiago                     | Army of Love         | 50        | 8         | 58        | 3         |
| 10 | Trooper                            | Destin               | 19        | 10        | 29        | 7         |
| 11 | Dya & Lucian Colareza              | Without You (Sin ti) | 8         | 2         | 10        | 11        |
| 12 | Vaida                              | Underground          | 28        | 7         | 35        | 6         |

## All'Eurovision Song Contest
La Romania si è esibita 6ª nella seconda semifinale, classificandosi 13ª con 71 punti e non qualificandosi per la finale.